# Hawker Cygnet
L'Hawker Cygnet fu un aereo da competizione ultraleggero monomotore biplano, realizzato dall'azienda aeronautica britannica Hawker Aircraft negli anni venti.

## Storia del progetto
Nel 1924 il Royal Aero Club organizzò una gara per aerei leggeri con un montepremi di 3 000 £ per il vincitore.
La Hawker Aircraft decise di partecipare alla gara con un nuovo modello affidandone la progettazione a Sydney Camm che era stato assunto l'anno prima. Camm realizzò un velivolo dal disegno tradizionale al quale venne assegnato la designazione Cygnet, il quale venne realizzato in due esemplari.

## Tecnica
Gli aerei erano realizzati in legno e tela, con la fusoliera a quattro longheroni con giunti a capriate triangolari. Inizialmente i velivoli furono equipaggiati con motori Anzani, successivamente sostituiti con gli ABC Scorpion. Ma nel 1926 si decise di adottare come propulsori i Bristol Cherub III, a causa del minor peso dei nuovi motori.

## Impiego operativo
I due velivoli, immatricolati G-EBMB e G-EBJH, vennero iscritti entrambi da Thomas Sopwith e Fred Sigrist al concorso svoltosi nel 1924 all'aeroporto di Lympne dove, affidati ai piloti Longton e Raynham, si piazzarono rispettivamente quarto e terzo. Nel 1925 il Cygnet G-EBMB partecipò alla gara Handicap International Race sulla distanza di 100 mi (161 km), questa volta pilotato da George Bulman, ed ottenne la vittoria con una velocità media di 75,6 mph (121,7 km/h). Nella stessa occasione il Cygnet si piazzò secondo nella Light Aeroplane Race su un percorso di 80 km (50 mi). Il 1926 vide i due aerei ottenere il primo e secondo posto nella stessa gara, pilotati da Bulman e Ragg.

## Esemplari attualmente esistenti

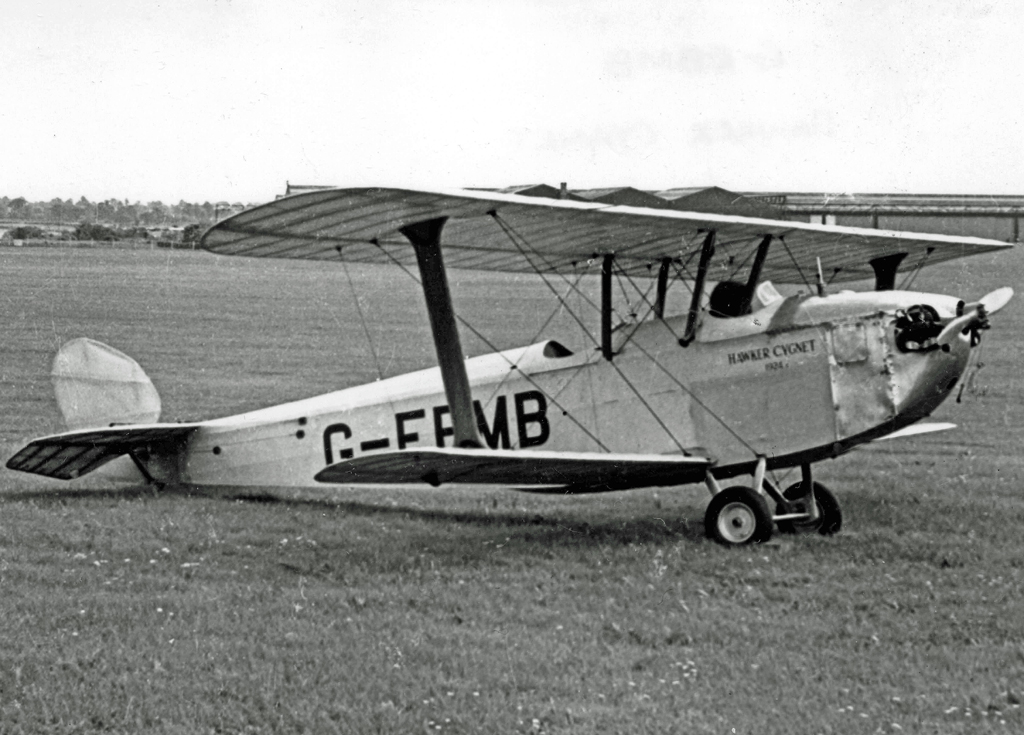
Il Cygnet G-EBMB ancora in condizioni di volo in una foto del 1954 all'aeroporto di Coventry.

Il velivolo G-EBMB fu conservato dalla Hawker in deposito fino al 1946, quando fu restaurato e ricomposto al Hawker's Langley Aerodrome. Fu poi trasferito nelle nuove infrastrutture dell'azienda a Dunsfold, dove rimase fino al 1972 venendo utilizzato in varie mostre e dimostrazioni di volo prima di essere radiato e trasferito al Royal Air Force Museum di Hendon. In seguito il velivolo venne spostato alla sede museale di Cosford, Shropshire, esposto al pubblico nella ex base RAF Royal Air Force Cosford.

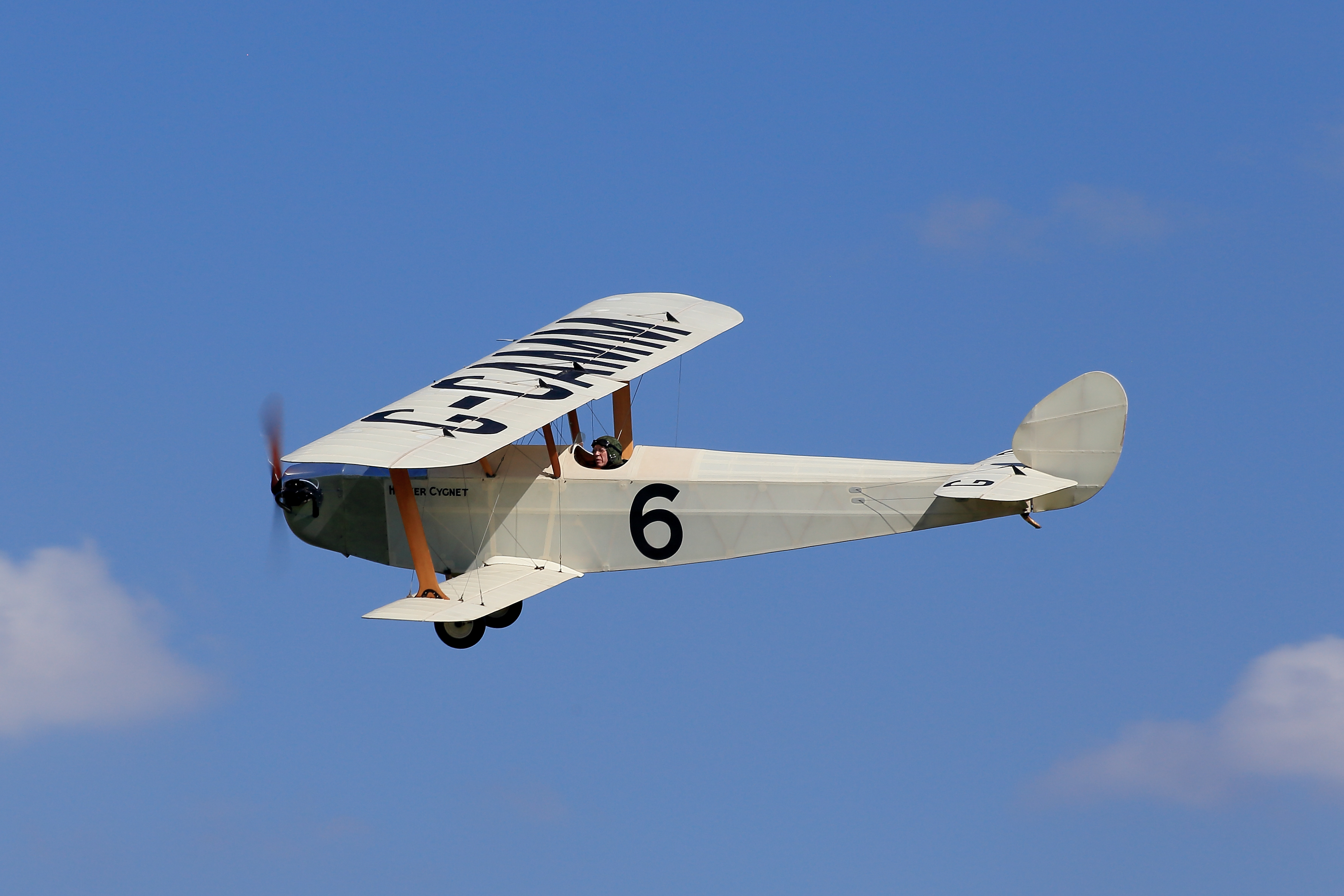
La replica del Cygnet della collezione Shuttleworth in volo.

Esiste inoltre una replica volante, commissionata dall'associazione Shuttleworth Collection di Old Warden, Bedfordshire che oltre ad esporla al pubblico in mostra statica viene utilizzata in più occasioni e portata in volo in ambito di manifestazioni aeree.